# Доротея фон Мансфелд-Арнщайн
Доротея фон Мансфелд-Арнщайн (на немски: Dorothea von Mansfeld-Arnstein; * 23 март 1561; † 23 февруари 1594 в Десау) от Мансфелд-Арнщайн е чрез женитба княгиня на Анхалт.
Тя е дъщеря (седмото дете) на граф Йохан Алберт VI фон Мансфелд в Арнщайн (1522 – 1586) и първата му съпруга Магдалена фон Шварцбург-Бланкенбург (1530 – 1565), дъщеря на граф Гюнтер XL фон Шварцбург-Бланкенбург-Зондерсхаузен (1499 - 1552) и Елизабет фон Изенбург-Бюдинген-Ронебург († 1572).

## Фамилия
Доротея се омъжва на 22 февруари 1588 г. в Хедерслебен за княз Йохан Георг I фон Анхалт (1567 – 1618) от династията Аскани, син на княз Йоахим Ернст от Анхалт (1536 – 1586). Тя умира след пет години. Двамата имат пет деца:
- София Елизабет (1589 – 1622), ∞ 1614 Георг Рудолф от Легница (1595 – 1653)
- Агнес Магдалена (1590 – 1626), ∞ 1617 Ото фон Хесен-Касел (1594 – 1617), син на ландграф Мориц фон Хесен-Касел
- Анна Мария (1591 – 1637)
- Йоахим Ернст фон Анхалт-Десау (1592 – 1615)
- Христиан (*/† 1594)